# Burretiodendron esquirolii
Burretiodendron esquirolii är en malvaväxtart som först beskrevs av H. Lév., och fick sitt nu gällande namn av Alfred Rehder. Burretiodendron esquirolii ingår i släktet Burretiodendron och familjen malvaväxter. Inga underarter finns listade i Catalogue of Life.